# Geschichte der PreussenElektra

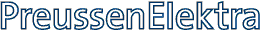
Firmenlogo (1985–2000)

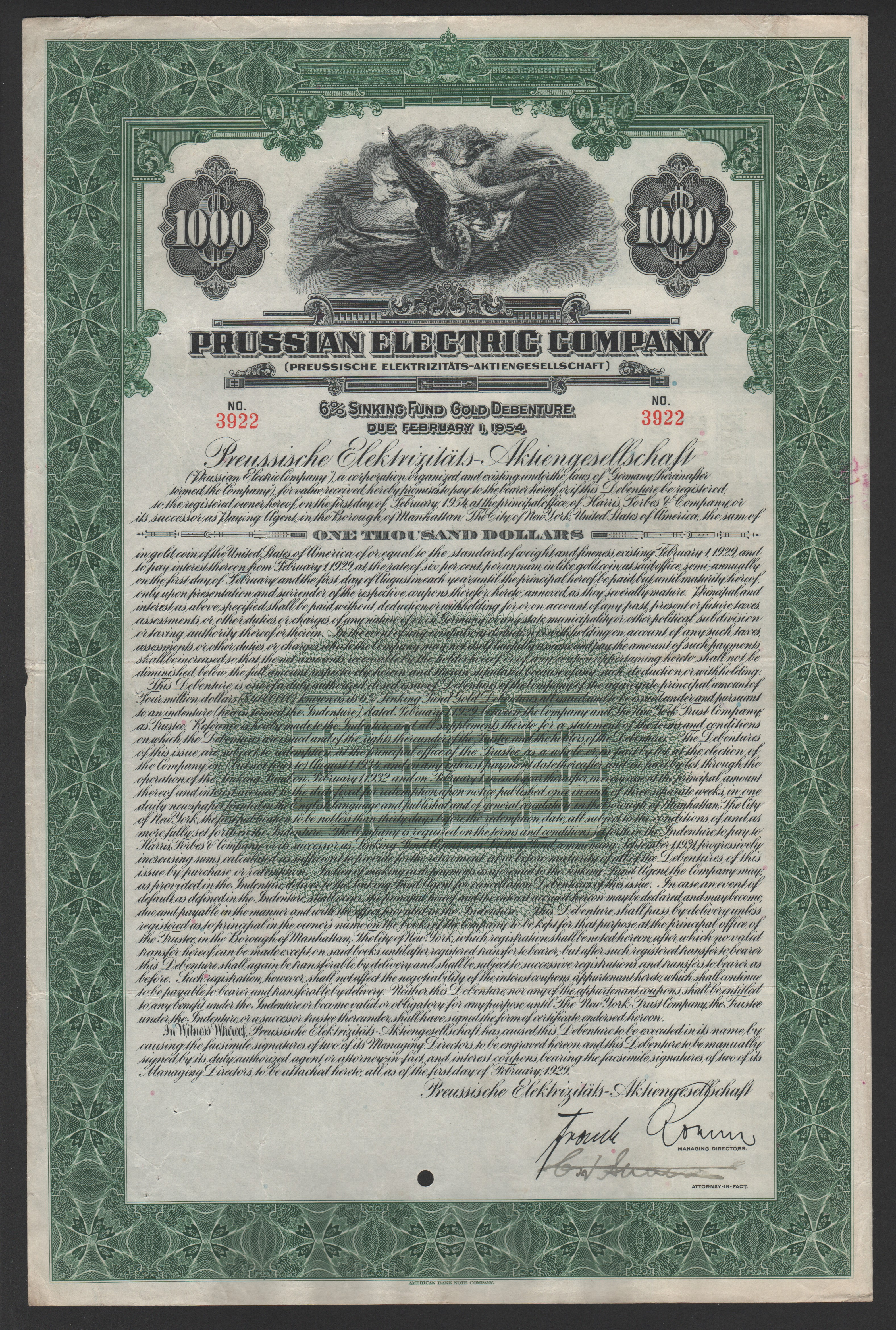
Auslandsanleihe der Preussischen Elektrizitäts-AG vom 1. Februar 1929

Die Geschichte der PreussenElektra beginnt im Jahr 1927, als der Freistaat Preußen das Energieversorgungsunternehmen Preußische Elektrizitäts-AG gründete.

## Vorgeschichte
In der Anfangszeit der Energieversorgungsnetze sah der preußische Staat diese als eher privatwirtschaftliches Projekt an und plante zunächst keine staatliche Intervention oder Beteiligung. Im westlichen Teil dominierte ab den 1910er Jahren zum einen das Rheinisch-Westfälisches Elektrizitätswerk (RWE), das unter der Leitung von Hugo Stinnes stark expandierte, zum anderen die Vereinigte Elektrizitätswerke Westfalen (VEW) als regionales Energieversorgungsunternehmen, das sich auf kommunale Träger stütze. Beinahe das gesamte Mittel- und Ostdeutschland, zu dem auch der größte Teil Preußens gehörte, lag im Einflussbereich der im Zuge des Ersten Weltkriegs verstaatlichten Elektrowerke AG (EWAG), die sich im Beitz des Deutschen Reichs befand.
Im Gebiet von Schleswig-Holstein über die Provinz Hannover, Ostwestfalen und Hessen existierte lange keine derartige Großversorgung. Grund war, dass diese Regionen fast durchweg ländlich geprägt waren und weder Erzeugungs- noch Verbrauchsschwerpunkte existierten, die einen privatwirtschaftlichen Einstieg in die Energieversorgung attraktiv erscheinen ließen. Keimzellen für den sich entwickelnden Verbundbetrieb, aus dem sich später eine Großversorgung entwickelte, waren die mittlere Weser, Nordhessen und der Main zwischen Aschaffenburg und Offenbach. Verwaltet wurde die Stromproduktion ab 1920 durch staatliche Elektrizitätsämter, die sich in Kassel, Hanau und Hannover (letzteres aufgeteilt in Amt I und Amt II) befanden.

### Weserregulierung und Wasserkraft

Das Kraftwerk an der Staustufe Dörverden erzeugte als erstes staatlich preußisches Bauprojekt auch elektrischen Strom

Das am 1. April 1905 verabschiedete Gesetz „betreffend die Herstellung und den Aufbau von Wasserstraßen“ war der erste Schritt zu einer einheitlichen Elektrizitätswirtschaft unter staatlich preußischer Aufsicht. Nach der hierin projektierten Wasserstraße auch „Mittellandkanal-Gesetz“ genannt, regelte es den Bau der Schifffahrtsstraße zwischen Dortmund-Ems-Kanal und Weser. Zur Regulierung des Wasserhaushalts sollten im oberen Weser-Quellgebiet Talsperren angelegt werden, die zur Speisung des Kanals in Verbindung mit einem Pumpwerk in Minden und einer Staustufe in Dörverden einen konstanten Wasserstand in der Weser halten sollten. Das Staatliche Maschinenbauamt Hannover begann mit der Errichtung der Bauwerke. Zur Stauung der Eder und Diemel in Nordhessen expandierte es mit der Abteilung Kassel nach Hessen.
Eder- und Diemeltalsperre sowie die Staustufe Dörverden verfügten über angegliederte Wasserkraftwerke, die überschüssigen elektrischen Strom an das umliegende Gebiet liefern sollten. Hierfür schloss das Maschinenbauamt Hannover mit den Kreisen Verden, Hoya, Neustadt, Fallingbostel und der Stadt Nienburg Stromlieferungsverträge ab. In den Jahren 1913 und 1914 baute es von Dörverden ausgehend ein erstes Leitungsnetz auf. Die einkreisigen, mit 45 kV Spannung betriebenen Drehstromleitungen führten vom Kraftwerk der Staustufe Dörverden nach Sebaldsbrück, über Nienburg nach Minden und über Ahlden nach Meyenfeld. Über die Leitung nach Minden konnte nun der in der Staustufe erzeugte Strom zum Betrieb des Pumpwerks genutzt werden.
Auch im Kasseler Raum war eine ähnliche Entwicklung im Gange, als die Kreise Kassel, Fritzlar, Hofgeismar, Münden, Melsungen, Göttingen, Uslar, Homberg und Warburg gemeinsam den „Zweckverband Überlandwerk Edertalsperre“ (ÜWED) gründeten. Dieser errichtete ein Ringnetz aus einkreisigen 60-kV-Leitungen. Bis 1920 erstreckte es sich vom Kraftwerk Hemfurth am Edersee über Helminghausen (Diemelsee), Borgholz, Hardegsen, Grone, Hann. Münden, Sandershausen und Felsberg zurück nach Hemfurth. Eine Direktverbindung existierte zwischen Borgholz und Sandershausen. Das Speicherkraftwerk Helminghausen an der Diemeltalsperre ging aufgrund des Ersten Weltkriegs erst 1925 in Betrieb.

### Kanalisierung des Mains

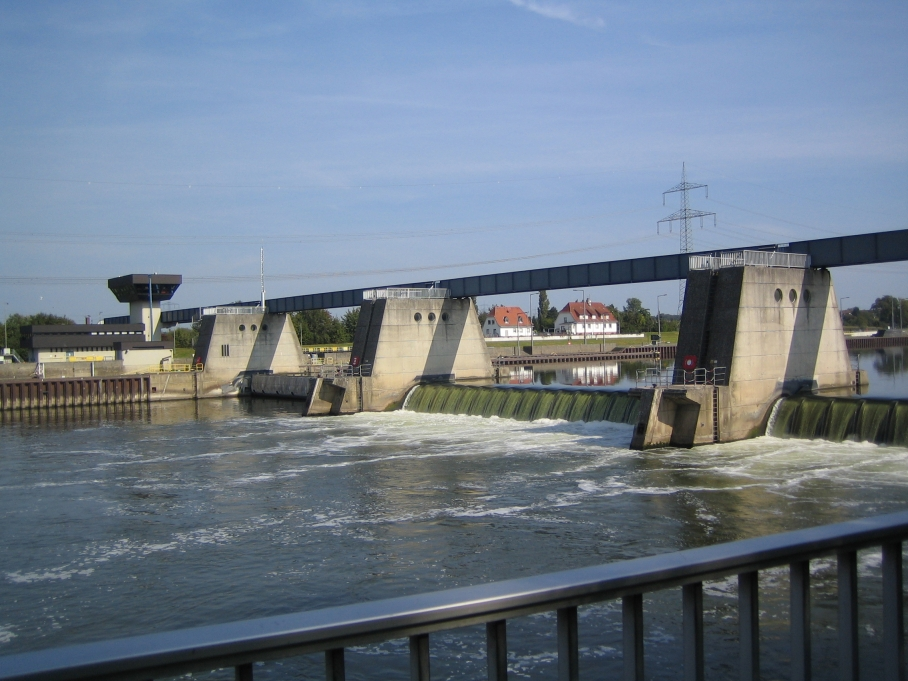
Eine der ersten Staustufen am Main in Großkrotzenburg

Um die Jahrhundertwende führten die Länder Bayern, Hessen und Preußen den Ausbau des Mains zur Schifffahrtsstraße durch. Zunächst nur von der Mündung in den Rhein bei Mainz bis Offenbach, folgte von 1913 bis 1920 der Ausbau des Flusses für die Kettenschifffahrt bis Aschaffenburg. Hierzu entstanden ab 1916 die Mainstaustufen Mainkur, Kesselstadt und Großkrotzenburg. Alle drei Staustufen verfügten über Laufwasserkraftwerke, die ab 1920 elektrischen Strom produzierten. Eingespeist wurde auf der 20-kV-Ebene, wobei die wegführenden einkreisigen Leitungen an der Staustufe Kesselstadt für die Einspeisung ins umliegende Gebiet zusammengeführt wurden.
Relativ schnell wurde erkannt, dass die Stromproduktion der drei Laufwasserkraftwerke stark jahreszeitenabhängig war, je nachdem, ob der Main viel oder wenig Wasser führte. Die Staustufen alleine wären zur Deckung des Energiebedarfs in der Region zu unzuverlässig gewesen, weshalb man sich dafür entschied, diese im Verbund mit weiteren Kraftwerken zu betreiben. Über eine einkreisige 60-kV-Leitung wurde eine Verbindung mit dem Netz um Kassel hergestellt, außerdem entstanden entlang der Strecke weitere Umspannwerke in Hersfeld, Petersberg, Elm und Wächtersbach nach Dörnigheim. In letztgenanntem Umspannwerk in unmittelbarer Nähe zur Staustufe Kesselstadt wurde über einen 60-/20-kV-Transformator in das 60-kV-Netz des ÜWED eingespeist, der Parallelbetrieb zwischen Mainstaustufen und Edersee wurde erstmals im Februar 1922 verwirklicht.
Die Verbindung der relativ weit voneinander entfernten Standorte markierte den Beginn des Verbundnetzes im Main-Weser-Gebiet. Zwar erstreckte sich das Leitungsnetz vom Edersee aus bereits über drei preußischen Provinzen (Hessen-Nassau, Hannover, Westfalen), es handelte sich jedoch noch um ein regionales Netz, das aus wenigen Standorten gespeist wurde.

### Einstieg in die Kohlekraft
Erstmals wurde 1912 in einer Denkschrift ein Verbundbetrieb zwischen den damals neu entstehenden Wasserkraftwerken im Wesergebiet erläutert, dabei sollten diese über ein zusammenhängendes Leitungsnetz mit als „Dampfreserve“ bezeichneten Wärmekraftwerken gekoppelt arbeiten. Tatsächlich war der Ausbau von Dampfkraftwerken trotz vorhandener Kohlevorkommen im betroffenen Gebiet nicht erfolgt. Zwar standen die Mainstaustufen über die Staustufe Großkrotzenburg per 20-kV-Leitung in Verbindung, die zusätzlichen Strommengen reichten aber bei weitem nicht aus, um auch Nordhessen versorgen zu können. Hier konnte bei Bedarf auf die Kraftwerke der Städte Kassel und Göttingen zurückgegriffen werden, da diese primär zur städtischen Versorgung gedacht waren, reichten die abgegebenen überschüssigen Energiemengen auch nicht aus.
Am Beheben dieses Missstands war maßgeblich das preußische Ministerium der öffentlichen Arbeiten unter Minister Paul von Breitenbach beteiligt. Er erkannte, dass eine funktionierende Energiewirtschaft nur durch den Aufbau eines einheitlichen Versorgungsnetzes im Verbund der unterschiedlichen Energiequellen – in diesem Fall Wasserkraft und Steinkohle – möglich sei. Im Zuge des Programms für preußische Elektrizitätswirtschaft wurde im Mai 1918 per Gesetz der preußische Staat zum Bau eines Steinkohlekraftwerks bei Hannover ermächtigt, dem letztlich ein Versorgungsgebiet „von Bremen bis an den Main“ untergeordnet sein sollte.
Im Frühjahr 1922 beschloss die preußische Regierung den Bau von zwei Kraftwerken – einem Steinkohlekraftwerk in Ahlem bei Hannover und ein Braunkohlekraftwerk in Borken. Während um Borken schon um die Jahrhundertwende Braunkohle abgebaut wurde, war die Wahl für Steinkohle für das Kraftwerk bei Hannover auffällig. Verhandlungen zur Nutzung der relativ nahe gelegenen Braunkohlevorkommen der Braunschweigischen Kohlen-Bergwerke erzielten kein Ergebnis, weshalb man sich für die Befeuerung mit Steinkohle aus dem Ruhrgebiet entschied.
Für den Bau des Kraftwerks Borken übernahm der preußische Staat schon 1921 die Mehrheit an der Gewerkschaft Arnsbach, die in Borken und Umgebung Braunkohle förderte. Die staatliche Beteiligung führte zur Umbenennung in Gewerkschaft Großkraftwerk Main-Weser AG. Mit der Errichtung wurde im Sommer 1922 begonnen, im März 1923 ging das Werk in einer ersten Ausbaustufe mit 32 MW elektrischer Leistung in Betrieb. Ausführend beim Bau war die AEG, die nach Plänen von Georg Klingenberg arbeitete. Zur Verteilung der dort erzeugten elektrischen Energie wurde erstmals eine Doppelleitung auf der 60-kV-Ebene errichtet, die nach Felsberg führte.
Im Herbst 1922 begann schließlich auch der Bau des Steinkohlekraftwerks mit 37,5 MW Leistung nach Entwurf Klingenbergs in Ahlem. Frühere Pläne sahen sogar 116 MW Nennleistung vor. Noch während der Bauzeit bündelte die preußische Regierung den Betrieb des Werkes mit den Wasserkraftanlagen in Dörverden (ehem. Elektrizitätsämter Hannover I und II) zur Großkraftwerk Hannover AG zusammen. Lieferschwierigkeiten verzögerten die Inbetriebnahme des Werks auf Januar 1924. Neben dem Ruhrgebiet ergab sich eine weitere Bezugsquelle des benötigten Rohstoffs: Der preußische Staat betrieb am nahegelegenen Deister Steinkohlebergwerke. Diese wurden, wie alle Beteiligungen am Bergbau, zum 9. Oktober 1923 in der Preußische Bergwerks- und Hütten-AG (Preussag) zusammengefasst. Um die Anlieferung der Kohlemengen zu erleichtern, wurde das Werk am Stichkanal Hannover-Linden errichtet.
Ein drittes staatliches Energieversorgungsunternehmen wurde 1923 gegründet, um den Betrieb der Kraftwerke und Leitungen in der Provinz Hessen-Nassau (ehem. Elektrizitätsämter Kassel und Hanau) zu bündeln. Die Preußische Kraftwerke Oberweser AG übernahm, wie es der Name bereits vermuten lässt, den Betrieb der Kraftwerke am Edersee und Diemelsee sowie das 1924 fertiggestellte Laufwasserkraftwerk „Am letzten Heller“ an der Werra bei Hann. Münden. Auch die Kraftwerke an den drei Mainstaustufen wurden dieser Gesellschaft zugeschlagen.

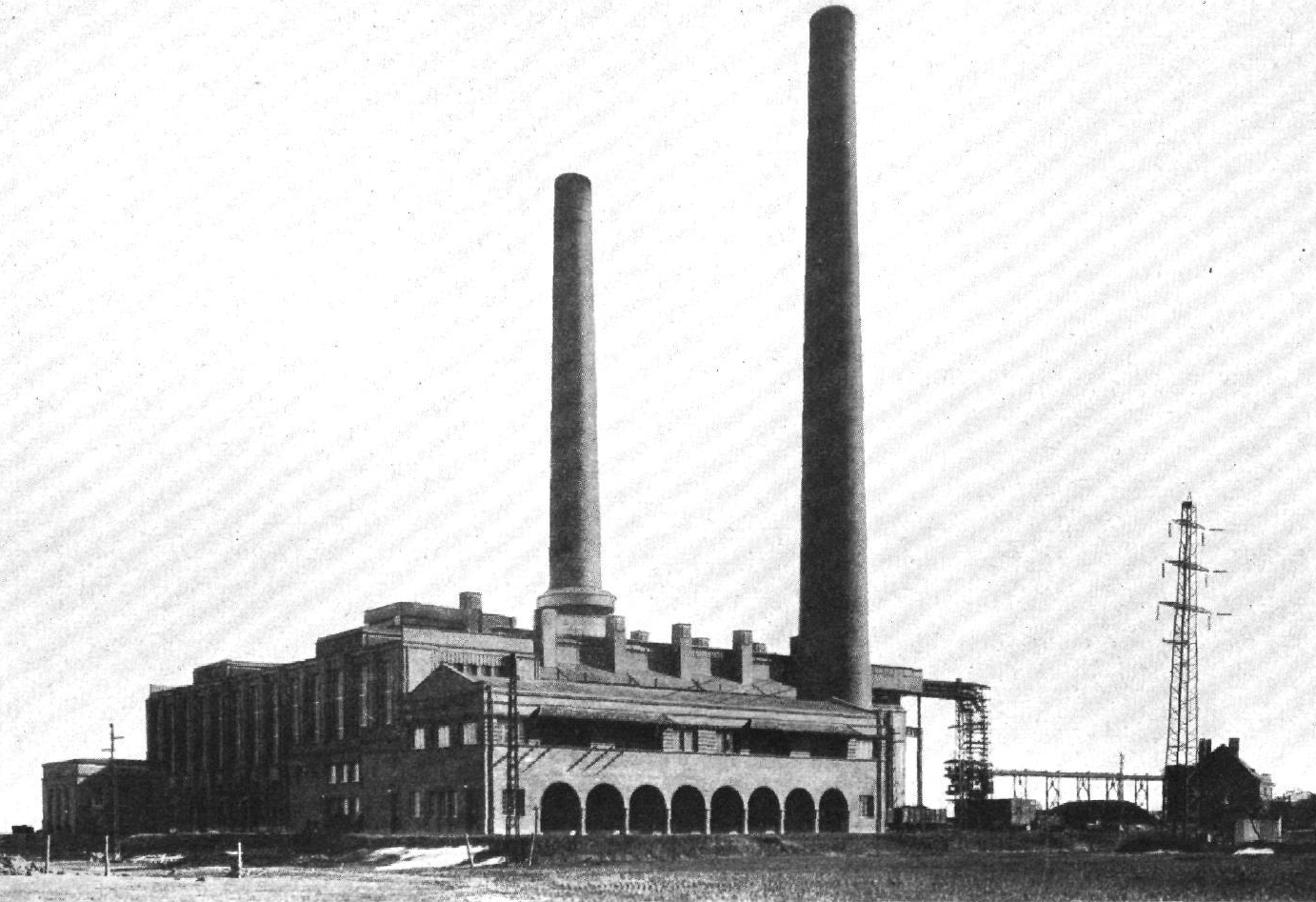
Das 1923 fertiggestellte Kraftwerk Borken
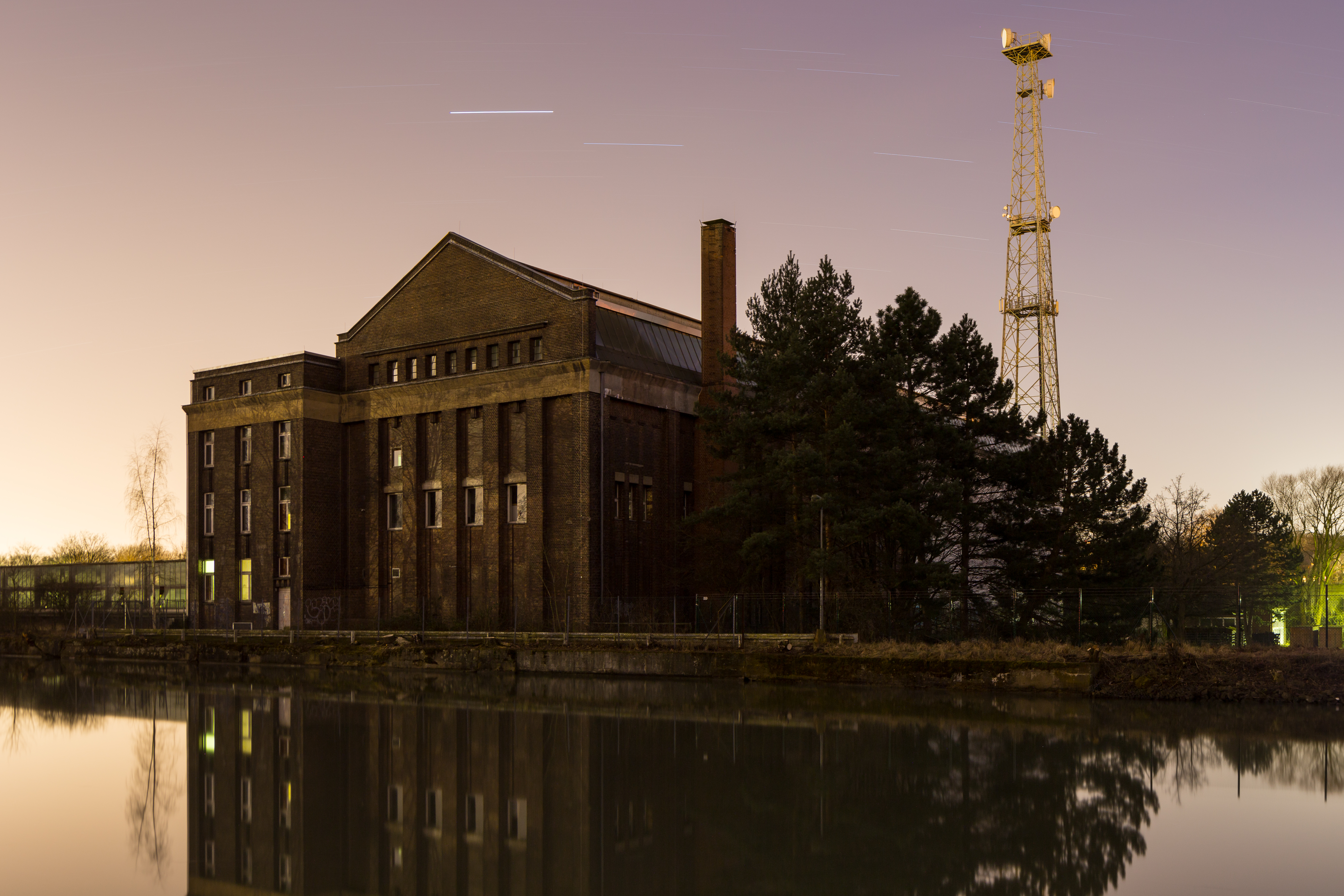
Das ehemalige Großkraftwerk Ahlem, von dem nur die Maschinenhalle erhalten geblieben ist

### Zusammenschluss des Leitungsnetzes
Die Inbetriebnahme der beiden Kohlekraftwerke machte aufgrund des erhöhten Energieabsatzes einen Ausbau des Leitungsnetzes nötig. Mitte 1923 entstand durch die Preußische Kraftwerke Oberweser AG das erste Teilstück einer Nord-Süd-Verbindung, die 60-kV-Doppelleitung von Borken über Felsberg und Sandershausen nach Hann. Münden. Gleichzeitig baute die Großkraftwerk Hannover AG zwei Abschnitte einer 60-kV-Doppelleitung, zum einen von Ahlem über Rethen nach Hildesheim und zum anderen von Godenau über Hardegsen nach Hann. Münden. Im Jahr darauf wurde die Verbindung zwischen Hildesheim und Godenau geschlossen. Ebenfalls 1924 baute man eine 60-kV-Doppelleitung von Ahlem nach Nienburg, um das 45-kV-Netz aus der Zeit vor dem Ersten Weltkrieg anzubinden.
Die erste 100-kV-Leitung baute die Preußische Kraftwerke Oberweser im Jahr 1925 zwischen Borken, Frankfurt am Main und Dörnigheim. Ausschlaggebend war ein Stromlieferungsvertrag mit der Stadt Gießen, der Überlandzentrale Oberhessen am Kraftwerk Wölfersheim und der Stadt Frankfurt am Main. Die im selben Jahr fertiggestellte Verbindung von Borken über Hersfeld zum Thüringenwerk nach Breitungen war ebenfalls für 100 kV Spannung dimensioniert, aber nur mit 60 kV betrieben. Eine weitere Kopplung mit einem benachbarten Energieversorger entstand 1926 zum Bayernwerk durch die 110-kV-Leitung Dörnigheim–Dettingen. Zunächst nur auf der 20-kV-Ebene, begann der eigentliche Stromaustausch auf Hochspannungsebene am 19. Februar 1928.
Auch das 60-kV-Netz wurde durch die beiden Unternehmen stetig erweitert, in erster Linie, um regionale Versorger und vereinzelt auch größere Industrieunternehmen anzubinden. Letztlich entstand ein dichtes, allerdings wenig vermaschtes Netz, dessen Ausbreitung vorrangig in Nord-Süd-Richtung erfolgte.

## Die Preußische Elektrizitäts-Aktiengesellschaft (1927–1985)

### Gründung

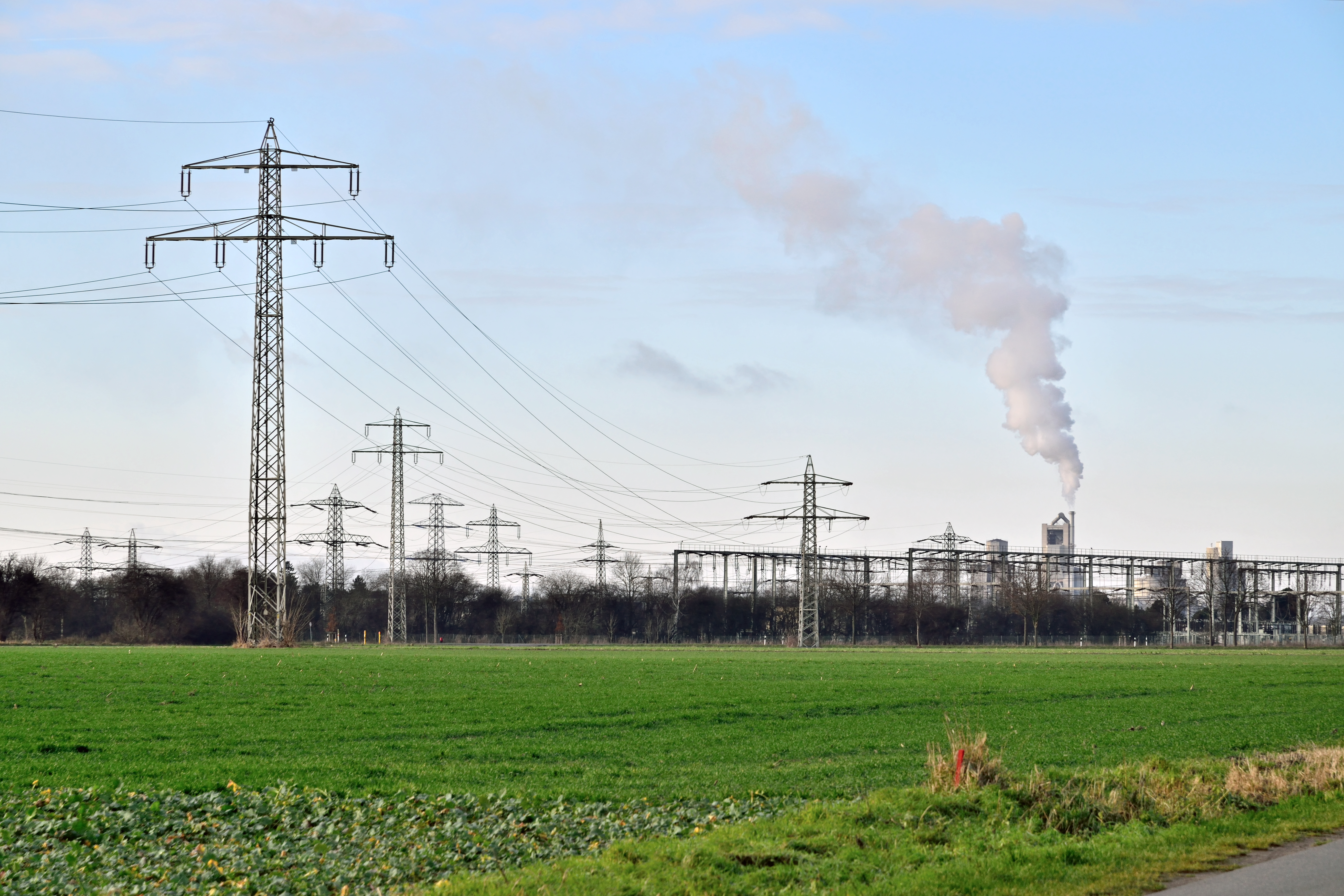
Die PreussenElektra baute vor allem Donaumasten, hier vor der Hauptschaltzentrale Lehrte

Die drei staatlichen Energieversorger Preußische Kraftwerk Oberweser AG, Gewerkschaft Großkraftwerk Main-Weser AG und die Großkraftwerk Hannover AG fusionierten im Oktober 1927 schließlich zu einem gemeinsamen Unternehmen. Der preußische Landtag verabschiedete am 24. Oktober 1927 das Gesetz über die Zusammenfassung der elektrowirtschaftlichen Unternehmungen und Beteiligungen des Staates in einer Aktiengesellschaft. Diese neue Aktiengesellschaft trug den Namen Preußische Elektrizitäts-AG, kurz Preußenelektra oder PREAG. Die Eintragung ins Handelsregister folgte am 31. Oktober 1927. Rückwirkend wurde die Gründung auf den 1. April 1927 und die Preußenelektra als direkter Rechtsnachfolger der Preußische Kraftwerke Oberweser AG bestimmt. Das Aktienkapital betrug bei der Gründung 80 Millionen RM, Sitz der neuen Gesellschaft wurde Berlin, weitere Standorte entstanden in Hannover, Kassel und Borken.
Auch an der Elektrizitätsversorgung der küstennahen Gebiete westlich und nördlich von Hamburg beteiligte sich Preußen ab 1925. Die 1900 als Siemens Elektrische Betriebe von der Firma Siemens & Halske gegründete, später als Nordwestdeutsche Kraftwerke AG operierende Gesellschaft wurde allerdings kein Teil der Preußenelektra, sondern blieb bis zur Fusion 1985 formal ein eigenständiges Unternehmen. Beide Unternehmen operierten in dieser Zeit allerdings größtenteils gemeinsam. Die staatlichen Beteiligungen Preußens an seinen Energie- und vor allem Bergbauunternehmen wurden in der am 8. März 1929 gegründeten Vereinigte Elektrizitäts- und Bergwerks AG (VEBA) zusammengefasst, zu der auch die Preußenelektra gehörte. Der preußische Staat hielt 83,6 % der Anteile an der PreussenElektra.

### Erster und Zweiter Elektrofrieden
Das Versorgungsgebiet der PreußenElektra wurde bei ihrer Gründung gemäß der Struktur der drei Vorgängerunternehmen gegliedert: Die ehemalige Großkraftwerk Hannover AG wurde zur Abteilung Hannover, die Gewerkschaft Großkraftwerk Main-Weser AG zur Abteilung Borken und die Preußische Kraftwerke Oberweser AG zur Abteilung Kassel. Der späte Einstieg des preußischen Staates machte ein weiteres Ausdehnen des staatlich kontrollierten Versorgungsgebiets schwierig: In der Rheinprovinz im Westen war das RWE schon seit Anfang des Jahrhunderts als privatwirtschaftliches Unternehmen dominierend, Gegenspieler in der Provinz Westfalen war die ebenfalls privatwirtschaftliche Vereinigte Elektrizitätswerke Westfalen AG (VEW). Der größte Teil Preußens, nahezu das komplette Mittel- und Ostdeutschland nördlich der Mittelgebirge, stand seit etwa 1915 unter Dominanz der reichseigenen Elektrowerke AG (EWAG). Diese wurde 1923 Teil der VIAG (Vereinigte Industrieunternehmungen AG), in der nach dem Prinzip einer Autarkiepolitik die Beteiligungen des Deutschen Reichs an Energieerzeugern, -versorgern, Aluminium-, Stickstoff- und Chemiewerken gebündelt wurde.
Das zusammenhängende Versorgungsgebiet der PreußenElektra umfasste einen vergleichsweise schmalen Streifen zwischen Bremen und Südhessen zwischen den RWE/VEW- und Elektrowerke-Einflussgebieten. Als einziges noch zu erschließendes Interessensgebiet lag der Rest der Provinz Hannover und die Provinz Schleswig-Holstein, also das nördlich anschließende Gebiet bis zur Nordsee, durch die Nordwestdeutsche Kraftwerke AG im staatlichen Einflussbereich Preußens. Dort gab es allerdings so kaum große Industriebetriebe, das Gebiet umfasste beinahe ausschließlich ländlichen Raum.
Zu Streitigkeiten kam es zunächst zwischen PreußenElektra und RWE aufgrund Erwerbungen vor der Unternehmensgründung: Das RWE erwarb 1920 eine Braunkohlengrube bei Helmstedt, mitten im jetzigen Interessensgebiet der PreußenElektra. 1925 erwarb der preußische Staat im Gegenzug die Mehrheit an der rheinischen Braunkohlen-Industrie AG Zukunft in Weisweiler. Ab 1924 baute das RWE im Zuge der Erschließung alpiner und süddeutscher Wasserkraftwerke ihre große 220-kV-Leitung, die in Kelsterbach bei Frankfurt am Main über ein Umspannwerk einen Anschluss an das Gebiet der Main-Kraftwerke AG bekommen sollte. Dieses Unternehmen gehörte neben weiteren in Südwestdeutschland zur Elektrizitäts-AG vormals W. Lahmeyer & Co., an der das RWE, das anfangs auch Tochtergesellschaft von dieser war, 1923 Mehrheitsaktionär wurde. Über die 220-kV-Südleitung sollte neben dem Verbundbetrieb zwischen rheinischer Kohle- und süddeutscher Wasserkraft ein Anschluss an die Kraftwerke und Netze der Gesellschaften der Lahmeyer-Gruppe entstehen.
Der preußische Staat verweigerte jedoch den Weiterbau dieser Leitung von Kelsterbach bis zum Main, indem er die benötigten Genehmigungen für den Bau der Masten nicht erteilte oder absichtlich deren Vergabe verzögerte. Grund war, dass Preußen die Versorgung Frankfurts über die zu diesem Zeitpunkt im Bau befindliche 100-kV-Leitung von Borken aus sichern und einen Einfluss anderer, privatwirtschaftlicher Unternehmen im selben Gebiet unterbinden wollte. Erst im Sommer 1927 kam es zu einer Einigung zwischen RWE und PreußenElektra: Beide Unternehmen tauschten ihre Beteiligungen an den Braunkohlegruben in Weisweiler und Helmstedt untereinander aus und bestimmten die Demarkationslinie ihrer Versorgungs- und Interessensgebiete für eine Dauer von 50 Jahren. Im Januar 1928 wurde ein weiterer „Pool- und Demarkationsvertrag“ zwischen PreußenElektra und EWAG unterzeichnet. Diese Verträge wurden auch als „(erster) Elektrofrieden“ bezeichnet.
Im Mai 1928 tat sich die PreußenElektra mit dem Bayernwerk und der EWAG zur Aktiengesellschaft für deutsche Elektrizitätswirtschaft mit Sitz in Berlin zusammen. Als Reaktion hierauf gründete das RWE mit der Westdeutsche Elektrizitäts AG im Februar 1929 ebenfalls eine Gesellschaft, der sich VEW, Badenwerk und mehrere kleinere Energieversorger vorwiegend in West- und Süddeutschland anschlossen. Jedoch kam es schon im Mai 1929 zum Beitritt der Westdeutschen Elektrizitäts AG zur Aktiengesellschaft für deutsche Elektrizitätswirtschaft. Die erstmals in einer Gesellschaft gebündelten Energieversorgungsunternehmen bildeten den Grundstein für den schrittweise erfolgten Verbundbetrieb in ganz Deutschland. Man spricht daher auch vom „Zweiten Elektrofrieden“.

### Erwerb und Beteiligung kommunaler Energieversorger
In den ersten Jahren nach der Gründung expandierte die Preußenelektra durch Erwerb, Beteiligung und Neugründung kommunaler Energieversorgungsunternehmen (EVU). Vorzugsweise im nord- und mitteldeutschen Raum, also im erweiterten Einflussgebiet des Unternehmens, wurde im Laufe der Jahre eine Großversorgung aufgebaut. Betrug die Jahresleistung an selbst erzeugter elektrischer Energie im Jahr 1927 noch 308 Millionen Kilowattstunden (kWh), erreichte sie 1938 schon über eine Milliarde (kWh). Ähnliches galt auch für die Stromaufbringung, also Eigenerzeugung plus Bezug elektrischer Energie von benachbarten EVU, die sich von 1927 bis 1935 etwa verdoppelte. Charakteristisch für diese und in Relation stehende Kennzahlen des Unternehmens ist eine linear leicht ansteigende Kurve, die anschließend stagniert bzw. leicht absinkt, typisch für die Zeit der Weltwirtschaftskrise ab 1929. Infolge der Machtergreifung der Nationalsozialisten 1933 kam es zum staatlich verordneten Ausbau von Industrieanlagen wie auch der Stromerzeugung, weshalb die nachfolgenden Jahre von einem starken Wachstum geprägt sind.
Die folgenden Unternehmen gehörten zu den Tochtergesellschaften oder sonstigen Beteiligungen der Preußenelektra:
- Nordwestdeutsche Kraftwerke AG (NWK) in Hamburg: Die Wurzeln dieses Unternehmens reichen bis Ende des 19. Jahrhunderts zurück mit der Gründung der Firma Siemens Elektrische Betriebe GmbH durch Siemens & Halske in Berlin. Das 1908 errichtete Torfkraftwerk Wiesmoor, mit dem die Energieversorgung Ostfrieslands sichergestellt werden sollte, bildete die Keimzelle der Unternehmungen dieser Gesellschaft in Norddeutschland. Es folgte der Bau weiterer Dampfkraftwerke in Lübeck und Harburg sowie Stromlieferungsverträge mit diesen Städten sowie Wismar und dem Elektrizitätsverband Stade. Folglich verlegte die Gesellschaft 1921 ihren Sitz von Berlin nach Hamburg und konzentrierte sich auf die weitere Elektrifizierung der Gebiete zwischen Mecklenburg und der Grenze zu den Niederlanden. Die Inbetriebnahme des Kraftwerks Unterweser 1924 bildete dabei einen wichtigen Meilenstein. Zum 18. September 1925 nannte sich das Unternehmen in Nordwestdeutsche Kraftwerke AG (NWK) um, nachdem der preußische Staat Aktien von der Firma Siemens kaufte und die Tochtergesellschaft in eine AG umwandelte. Nach Gründung der Preußenelektra 1927 wurde diese Eigentümerin des Aktienkapitals der NWK. Beide Unternehmen agierten gemeinsam, waren aber formal voneinander unabhängig. So gehörten zum Besitz der NWK auch ein Hochspannungsnetz aus 60- und 110-kV-Leitungen und zahlreichen Umspannwerken.
- Braunkohlen-Schwel-Kraftwerk Hessen-Frankfurt AG (HEFRAG) in Frankfurt am Main: Zusammen mit der Stadt Frankfurt gründete der Volksstaat Hessen das Unternehmen, um die Braunkohlevorkommen in der Wetterau zur Stromerzeugung und zur Schwelerei zu nutzen. Die Preußenelektra trat in dieses Unternehmen kurz nach ihrer Gründung mit ein und baute gemeinsam mit der Stadt Frankfurt ein Kraft- und Schwelwerk am Standort des bestehenden Kraftwerks des Überlandwerks Oberhessen in Wölfersheim. Das Werk ging im März 1929 in Betrieb. Es kam jedoch zu Streitigkeiten innerhalb der Gesellschaft, da zum Abtransport der elektrischen Energie nach Frankfurt die bestehende 100-kV-Leitung des Vorgängerunternehmens Preußische Kraftwerke Oberweser genutzt werden sollte, was aus Sicht der Stadt Frankfurt ein Ungleichgewicht zugunsten der Preußenelektra darstellte. daraufhin zog diese sich im Oktober 1929 aus der HEFRAG zurück und die Preußenelektra betrieb das Werk in Eigenregie.
- Überlandwerke und Straßenbahnen Hannover AG (ÜSTRA) in Hannover: Nachdem bereits 1872 die ersten Pferdebahnen durch Hannover fuhren, gründete sich mit der absehbaren Einführung der elektrischen Straßenbahn im Jahr 1892 die „Straßenbahn Hannover AG“. Neben dem Betrieb des öffentlichen Personennahverkehrs umfasste die Tätigkeit der Gesellschaft auch ein Elektrizitätswerk und das städtische Stromnetz. 1921 folgte daher die Umbenennung in „Überlandwerke und Straßenbahnen Hannover AG“, kurz ÜSTRA. Zwei Jahre später übernahm der preußische Staat die Aktienmehrheit am Unternehmen, mit Gründung der Preußenelektra ging sie 1927 auf diese über. Jedoch wurde zum 1. Januar 1929 die Energiesparte der ÜSTRA in ein eigenes Unternehmen ausgegliedert, die Hannover-Braunschweigische Stromversorgungs AG, kurz HASTRA. Die ÜSTRA beschränkte sich von nun als reines Verkehrsunternehmen auf den Betrieb des städtischen Nahverkehrs in Hannover. Im Zuge der Aktion „Roter Punkt“ wurde das Unternehmen 1970 von der Stadt Hannover übernommen.[23]
- Hannover-Braunschweigische Stromversorgungs AG (HASTRA) in Hannover: Mit Ausgliederung der Elektrizitätsabteilung der ÜSTRA zum 1. Januar 1929 als eigenes Unternehmen und der Fusion mit dem Überlandwerk Braunschweig am 30. April desselben Jahres wurde ein wichtiger Schritt für die Festigung der Preußenelektra in ihrem Interessensgebiet vollendet.[24] Durch den Zusammenschluss zahlreicher kommunaler und lokaler Elektrizitätswerke in einer Gesellschaft wurde eine einheitliche Energieverteilung erreicht. Neben der Preußenelektra und dem Überlandwerk Braunschweig waren die kommunalen Energieversorger ebenfalls Aktionäre des neuen Unternehmens, das seit Oktober 1929 als „Hannover-Braunschweigische Stromversorgungs AG“, kurz HASTRA operierte.[25][26] Bis 1931 erweiterte sich das Versorgungsgebiet stetig, sodass es sich zu diesem Zeitpunkt vom Wendland im Norden bis Bad Gandersheim im Süden erstreckte.
- Schleswig-Holsteinische Stromversorgungs AG (SCHLESWAG) in Rendsburg: Ein Vorgänger war die am 5. Januar 1924 gegründete „Schleswig-Holsteinische-Elektrizitäts-Versorgung GmbH“, deren Eigentümer der Rendsburger „Schleswig-Holsteinische-Elektrizitäts-Verband“ mit 70 % und die Aktiengesellschaft für Energiewirtschaft in Berlin mit 30 % waren. Diese bezog von den Städtischen Kraftwerken in Flensburg, Kiel und Neumünster elektrische Energie und versorgte im Jahr 1925 13 Städte und 425 Landgemeinden. Um das Stromnetz ausbauen zu können, schloss sie sich mit den Städtischen Kraftwerken zur „Vereinigte Großkraftwerke Schleswig-Holstein GmbH“ zusammen. Die PreussenElektra kaufte den 30-prozentigen Anteil der Aktiengesellschaft für Energiewirtschaft und erwarb von der Schleswig-Holsteinische-Elektrizitäts-Versorgung GmbH weitere 42,5 %, somit hielt die PreussenElektra 72,5 % der Anteile. Hierauf erfolgte am 21. Dezember 1929 die Umbenennung in Schleswig-Holsteinische Stromversorgungs AG (SCHLESWAG).[27]
- Nienburger Stromversorgungs-Aktiengesellschaft (NIESTRAG) in Nienburg/Weser: Dieses Unternehmen wurde am 28. März 1929 unter dem Einwirken der Preußenelektra gegründet. Dabei initiierte sie den Zusammenschluss des Elektrizitätswerks der Stadt Nienburg mit den Kreis-Elektrizitätsämtern der Landkreise Nienburg und Stolzenau. Die beiden Aktionäre der Gesellschaft waren die Preußenelektra und die Stadt Nienburg/Weser mit je 50 % Anteil. Anders als die meisten anderen Tochtergesellschaften oder Unternehmensbeteiligungen erzeugte die NIESTRAG keinerlei Strom durch eigene Kraftwerke, sondern bezog die elektrische Energie vollständig von der Preußenelektra.
- Braunschweigische Kohlen-Bergwerke AG (BKB AG) in Helmstedt: Die Gründung dieser Gesellschaft am 26. Januar 1873 diente dem Zweck, die Braunkohlevorkommen im Helmstedter Revier zu nutzen. Hauptsitz war zunächst Berlin, später Helmstedt. Ende der 1920er Jahre folgte eine Übernahme der Aktienmehrheit zu gleichen Teilen sowohl durch die Preußenelektra als auch durch die Elektrowerke AG, zumal das Operationsgebiet der Gesellschaft im Grenzgebiet der Interessenssphären beider Unternehmen lag. Neben mehreren Tagebauen betrieb die BKB zwei Kraftwerke, eine Brikettfabrik und ein Schwelwerk. Die dort erzeugte überschüssige elektrische Energie wurde vorrangig an die Tochtergesellschaft Überland-Zentrale Helmstedt (ÜZH) weiterverkauft und diente so der Versorgung der Landkreise Helmstedt, Wolfenbüttel, Goslar und Salzgitter. Die ÜZH speiste den Strom aus in das Netz der HASTRA ein.
- Energie-Aktiengesellschaft Mitteldeutschland (EAM) in Kassel: Zur Bündelung der Energieversorgung im Gebiet zwischen Main und Weser wurde am 6. September 1929 diese Gesellschaft gegründet. Initiatoren waren neben der Preußenelektra der Zweckverband Überlandwerk Edertalsperre und die Überlandwerke Südhannover, zum 1. April 1930 stieß das Städtische Elektrizitätswerk Göttingen hinzu.[28] Der Strombezug des Unternehmens wurde durch drei kleinere Wasserkraftwerke, vor allem aber durch Direktbezug von der Preußenelektra bewerkstelligt. Diese hielt auch 26,1 % de Aktienkapitals, andersherum erhielt die EAM 5 % am Kapital der Preußenelektra.[29]
- Energieversorgung Weser-Ems AG (EWE AG) in Oldenburg: Keimzelle dieser Beteiligung war die „Weser-Ems Stromversorgungs AG“, die 1930 durch die Preußenelektra und die Stadt Leer gegründet wurde. Im selben Jahr schloss sich diese mit der „Oldenburgischen Stromversorgungs AG“ (OLSAG) zur Stromversorgungs-AG Oldenburg-Ostfriesland (STROSAG) zusammen. Das Versorgungsgebiet umfasste das Land Oldenburg sowie Ostfriesland mitsamt mehrerer ostfriesischer Inseln und große Teile des Emslands. 1943 kam es zu einem weiteren Zusammenschluss, die STROSAG fusionierte mit dem Landeselektrizitätsverband Oldenburg zur Energieversorgung Weser-Ems AG, kurz EWE. Die Beteiligung der Preußenelektra am Aktienkapital der EWE betrug 26 %, der Rest wurde von kommunalen Eigentümern gehalten.[30]
- Hessen-Nassauische Überlandzentrale GmbH in Oberscheld: Diese Gesellschaft wurde 1913 durch den Hessen-Nassauischen Hüttenverein als Energieversorger für die von Eisenvorkommen geprägte Region an der Dill gegründet. Das erste Hochofenwerk zur Verhüttung des Roheisens ging schon 1905 in Oberscheld in Betrieb, 1906 folgte ein Elektrizitätswerk, das mittels einer Dampfturbine das anfallende Gichtgas aus dem Hochofen zur Stromerzeugung nutzte. Die Verteilung der elektrischen Energie erfolgte zunächst über 5-kV-Leitungen, ehe 1910 die erste 22-kV-Leitung in Betrieb genommen wurde. Dieses ab 1911 im Ringschluss betriebene System war auch eins der ersten in Deutschland mit einer Spannungshöhe von mehr als 20 kV. Neben dem Hüttenwerk und den Eisenbergwerken wurden über dieses Ringsystem auch die umliegenden Gemeinden mit Strom versorgt.[31] 1922 übernahm der Regierungsbezirk Wiesbaden und 1926 auch der preußische Staat die Gesellschaft. Mit Gründung der Preußenelektra 1927 ging die Aktienbeteiligung von 26 % auf diese über. Es entstand ein Zentralumspannwerk in Oberscheld, von wo aus der Landkreis Biedenkopf und der Dillkreis versorgt wurde. Der Anschluss ans überlagerte 110-kV-Netz der Preußenelektra folgte erst 1948 mit der Leitung Wetzlar–Oberscheld.[31]
- Continentale Elektrizitäts-Union AG (Continel) in Basel: An dieser Gesellschaft waren neben der Preußenelektra auch die Nordwestdeutsche Kraftwerke AG (NWK) und mehrere schweizerische und amerikanische Banken beteiligt. Der Anteil am Aktienkapital der Preußenelektra betrug dabei 69,99 %. Unternehmenszweck war wiederum die Beteiligung an weiteren Energieversorgungsunternehmen, namentlich dem RWE, Üstra, ThGG und NWK.
- Thüringer Gasgesellschaft AG (ThGG) in Leipzig: Die 1867 in Gotha gegründete und kurz darauf nach Leipzig verlegte Gesellschaft war in der Gas-, Elektrizitäts- und Wasserversorgung tätig. Hierfür hielt sie Beteiligungen an zahlreichen Unternehmen, die sich meist in öffentlicher Hand befanden. Ab 1930 beteiligte sich die Preußenelektra an 50 % des Aktienkapitals, während die Aktiengesellschaft Sächsische Werke die andere Hälfte übernahm. Zu diesem Zeitpunkt gehörten der ThGG insgesamt 17 eigene Anlagen zur Versorgung von 211 Gemeinden mit Schwerpunkt in Thüringen und Sachsen sowie 46 Beteiligungen an anderen Energieversorgungsunternehmen im gesamten Deutschen Reich. Eine Konzentration dieser anteilig der ThGG gehörenden Unternehmen bildete sich im Harz und im Raum zwischen Hannover und Kassel. Auch drei Energieversorgungsunternehmen in Luxemburg gehörten zu den Beteiligungen.[32]
- Vereinigte Saar-Elektrizitäts-AG (VSE) in Saarbrücken: Diese Gesellschaft mit Operationsgebiet im zeitweise autonomen Saargebiet bzw. dem späteren Saarland wurde am 20. Juni 1912 als „Elektrizitäts- und Gasvertriebsgesellschaft Saarbrücken“ gegründet. Nach dem Ersten Weltkrieg folgte im Zuge der Einrichtung des Völkerbundsmandat die Umbenennung in „Saarland-Lothringen Elektrizitäts-Aktiengesellschaft“. Ein zweites Mal wurde das Unternehmen 1930 mit der Übernahme der Elektrizitätsversorgung im Landkreis Saarlouis in Vereinigte Saar-Elektrizitäts AG umbenannt, kurz VSE. Die Preußenelektra beteiligte sich mit 27,706 %.
- Berliner Kraft-und Licht AG (BEWAG) in Berlin: Auch an der Gesellschaft, die Berlin mit elektrischem Strom versorgte, war die Preußenelektra beteiligt. Diese kam zustande, als der Berliner Magistrat am 8. Mai 1931 beschloss, die bis dahin von ihm verwaltete Berliner Elektricitäts-Werke an die Berliner Kraft- und Licht-Aktiengesellschaft (Bekula) zu veräußern. An der Bekula waren neben der Elektrowerke AG und 23 privaten Banken und Unternehmen auch die Preußenelektra beteiligt. Die Berliner Energieversorgung selbst kann auf eine lange Geschichte zurückblicken: Nachdem am 8. Mai 1884 die Städtische Electricitäts-Werke A.G. als erstes öffentliches Elektrizitätswerk in Deutschland gegründet wurde, folgte drei Jahre später die Übernahme durch die AEG und Umbenennung in Berliner Elektricitäts-Werke (BEW). Die Übernahme durch den Magistrat folgte zum 1. Oktober 1915.
- Westpreußische Überlandwerke Marienwerder GmbH in Marienwerder
- Ostpreußenwerk AG in Friedland in Ostpreußen

### Aufbau eines Verbundbetriebs

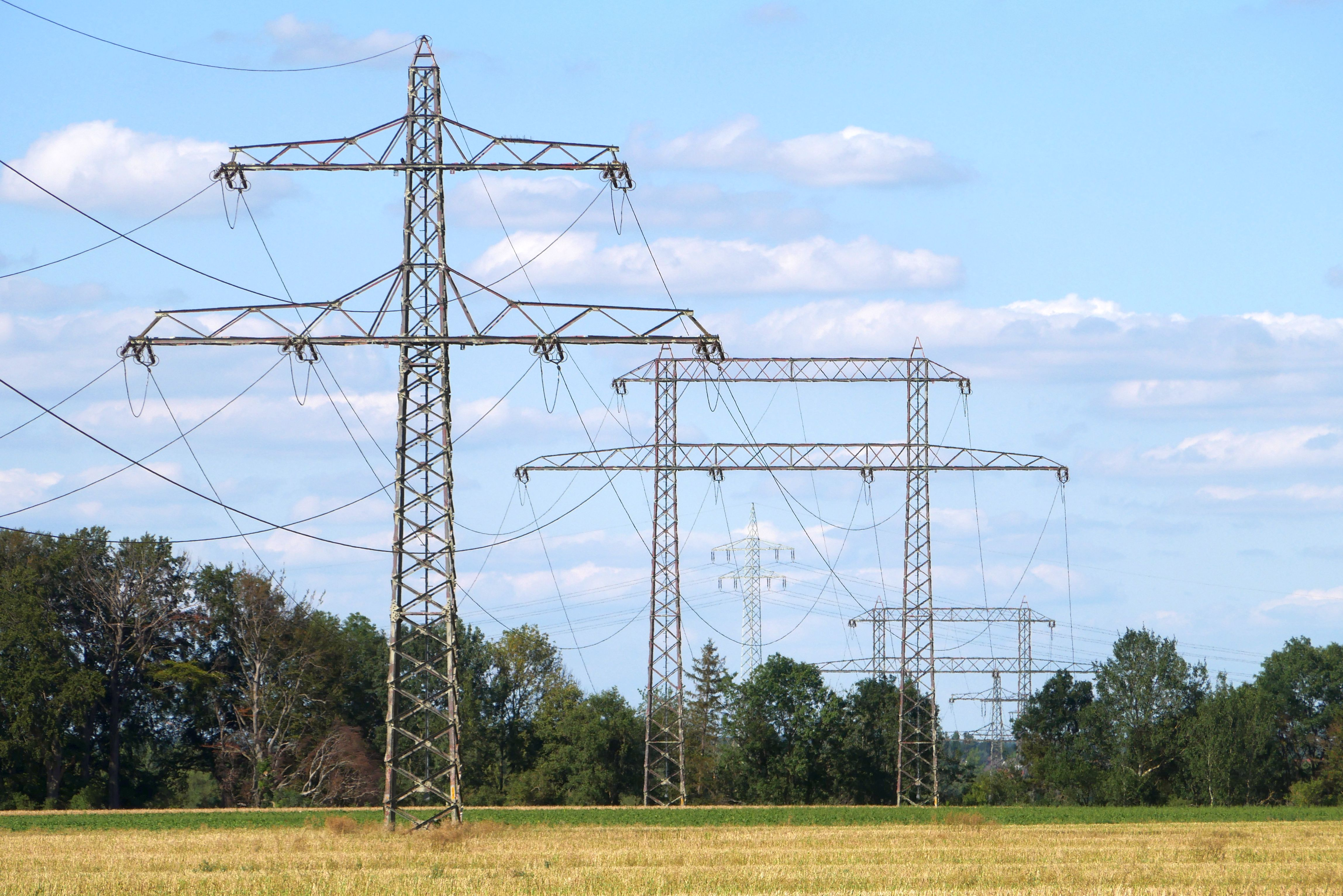
Erste 220-kV-Leitung der Preußenelektra zwischen Lehrte und Borken: 2018 noch bestehende Originalmasten

Im Einflussgebiet der Preußenelektra bestanden Mitte der 1920er Jahre drei Schwerpunkte, an denen überdurchschnittlich viel elektrische Energie erzeugt wurde:
- Die Region Hannover mit dem Großkraftwerk Ahlem, gleichzeitig als Großstadt auch Verbrauchsschwerpunkt
- Das Gebiet südlich von Kassel mit dem Großkraftwerk Main-Weser in Borken und den Wasserkraftwerken am Edersee
- Südhessen nördlich des Mains mit den Wasserkraftwerken am Main zwischen Frankfurt und Aschaffenburg, gleichzeitig als Ballungsraum auch Verbrauchsschwerpunkt

Während Frankfurt seit 1925, also noch vor der Unternehmensgründung, über eine 110-kV-Doppelleitung mit dem Kraftwerk Borken verbunden war, wurde der weitere Nord-Süd-Transport von elektrischer Energie von 60-kV-Leitungen bewerkstelligt. Nordwestlich von Hannover dominierte die Spannungsebene 45 kV. Die seit 1924 geschlossene 60-kV-Doppelleitung Ahlem–Rethen–Hildesheim–Godenau–Greene–Hardegsen–Grone–Hann. Münden–Sandershausen–Felsberg–Borken bildete zwar einen Verbund zwischen den beiden wichtigen Kraftwerksstandorten, diente jedoch in erster Linie der direkten Versorgung der entlang der Strecke liegenden Regionen. Auch war es aufgrund der zu niedrigen Übertragungskapazität gar nicht in der Lage, derart große Energiemengen zu transportieren, wie sie in den Kraftwerken erzeugt wurden.
Als im Jahr 1928 in den Kraftwerken Borken und Ahlem eine Erweiterung um mehrere Kessel zur Leistungssteigerung durchgeführt wurde und am Edersee der Bau des neuen Pumpspeicherkraftwerks Waldeck begann, wurde dieses Problem wieder aktuell: Der Überschuss an Energie aus Nordhessen konnte aufgrund der kaum vorhandenen Industrie nicht abgesetzt werden. Anders sah es in Hannover aus: Das Kraftwerk Ahlem wurde nicht auf seine eigentlich geplante Leistung ausgebaut, weshalb im Laufe der Zeit zu geringe Reserven zur Versorgung der Stadt vorhanden waren. Nach Vorbild des RWE begann die Preußenelektra im Mai 1929 den Bau ihrer ersten 220-kV-Verbundleitung, die das Kraftwerk Borken mit dem neu entstehenden „Hauptumspannwerk“ in Lehrte verband. Noch im selben Jahr wurde der Verbundbetrieb zwischen Borken und Hannover mit zunächst 110 kV aufgenommen. Nach Inbetriebnahme des Pumpspeicherwerks Waldeck wurde diese Anlage auch an das 220-kV-Netz angeschlossen.
Schon Anfang der 1920er Jahre verfolgte das RWE den Plan, die Kraftwerke im Rheinischen Braunkohlerevier über eine 220-kV-Ost-West-Verbindung mit den mitteldeutschen Kraftwerksstandorten (u. a. ehemalige Beteiligung der RWE an den Braunschweigischen Kohlen-Bergwerken) zu verbinden. Der 1923 errichtete Leitungsabschnitt von Ronsdorf nach Letmathe diente, als erste 220-kV-Leitung Deutschlands, in erster Linie noch als Teststrecke. 1926 wurde der Bau einer Gemeinschaftsleitung der Vereinigte Elektrizitätswerke Westfalen (VEW) und dem RWE zwischen dem Gersteinwerk und Hattingen vereinbart, die ab 1928 als 220-kV-Leitung geplant war. 1927 gab es eine Vereinbarung zwischen der gerade gegründeten Preußenelektra und den VEW über eine 220-kV-Koppelleitung zwischen dem Gersteinwerk und dem Kraftwerk Ahlem.
Zu einem großflächigen Ausbau kam es nach 1933 in der Zeit des Nationalsozialismus. Das am 13. Dezember 1935 verabschiedete Energiewirtschaftsgesetz kodifizierte die nationalsozialistische Elektrizitätswirtschaft: Die gesamte Elektrizitätsproduktion und -verteilung wurde unter Aufsicht des Reichswirtschaftsministeriums gestellt. Gleichzeitig sicherte die gesetzliche Festigung von Gebietsmonopolen durch Konzessions- und Demarkationsverträge die bestehende wirtschaftliche Ordnung. Auch militärische Gesichtspunkte spielten eine Rolle: Aufgrund der Gefahr von Angriffen sollte eine zentrale Versorgung durch Großkraftwerke vermieden werden.
Im Laufe der 1930er Jahre entstanden zahlreiche neue Koppelleitungen, mit denen Kraftwerksstandorte ins Verbundnetz der Preußenelektra eingebunden wurde; gleichzeitig entwickelte sich Lehrte zum zentralen Knotenpunkt im Übertragungsnetz, weshalb hier auch die Hauptschaltleitung angesiedelt wurde. Noch vor Verabschiedung des Energiewirtschaftsgesetzes entstand 1935 eine 220-kV-Doppelleitung von Lehrte zu den Braunschweigischen Kohlen-Bergwerken nach Harbke. Im Dezember 1938 war die Leitung von Lehrte über Bierde nach Ibbenbüren fertig, wobei die Kopplung zum RWE am östlichen Weserufer erfolgte. Die Reichswerke Hermann Göring mit ihrem Werk in Salzgitter speisten über das dort ansässige Kraftwerk Watenstedt über eine weitere 220-kV-Doppelleitung über Lehrte ins Netz ein. Bei Helmstedt entstand ein gemeinschaftlich mit den Elektrowerken betriebenes Umspannwerk, von dem aus letztere eine Leitung nach Dieskau im mitteldeutschen Braunkohlerevier baute. Bis 1941 wurde die Leitung als erster Teil der Reichssammelschiene bis nach Niederösterreich verlängert. Im selben Jahr wurden mit dem Einbau der benötigten Transformatoren im Hauptumspannwerk Lehrte alle genannten Leitungen von 110 kV auf 220 kV Spannung umgestellt.
Die Hessen-Nassauische Überlandzentrale in Oberscheld wurde als „Abteilung Wetzlar“ in die Preußenelektra eingegliedert und 1941 über eine 110-kV-Doppelleitung Gießen/Nord–Wetzlar eingebunden. Dies war besonders für die Stahlindustrie im Raum zwischen Wetzlar und Dillenburg von Bedeutung. 1955 wurde die Stromversorgung Lahn-Dill GmbH durch das Zusammengehen der Hessen-Nassauischen Überlandzentrale GmbH, mit Sitz in Oberscheld, und der „Abteilung Wetzlar“ der PreussenElektra gegründet. An der Stromversorgung Lahn-Dill GmbH war die PreussenElektra mit rund 86 % beteiligt. Die Großkraftwerke Lahde und Rhumspringe, ab 1939 in Bau, konnten vor Kriegsende nicht mehr fertiggestellt werden.

### Zweiter Weltkrieg
Im Zweiten Weltkrieg beschäftigte die Preußenelektra Zwangsarbeiter. So geht aus einem Dokument vom 23. April 1940 hervor, dass im Betrieb Borken 700 polnische Zwangsarbeiter beschäftigt wurden. Für den Bau des Kraftwerks Lahde wurde im Mai 1943 von der Gestapo das Arbeitserziehungslager Lahde eingerichtet, in dem zwischen 900 und 1000 Häftlinge einquartiert waren. Die Haftbedingungen in dem am 1. April 1945 aufgelösten Lager galten als besonders brutal – täglich kamen etwa zwei bis drei Insassen zu Tode.
Gegen Kriegsende wurden die Kraftwerke ein strategisches Ziel der alliierten Bombenangriffe. Besonders verheerend gestaltete sich der britische Luftangriff auf die Edertalsperre am 2. Mai 1943 per Rollbombe. Dabei wurde die Staumauer zerstört und dabei sowohl das Wasserkraftwerk Hemfurth (an der Staumauer), als auch das Pumpspeicherwerk Waldeck unterhalb der eigentlichen Edertalsperre durch die Flutwelle in Mitleidenschaft gezogen. Tatsächlich wiesen die meisten anderen Kraftwerke der Preußenelektra wenig gravierende Schäden auf, so wurde die Stromerzeugung in Borken und Wölfersheim auch den Krieg hindurch auf niedrigem Niveau aufrechterhalten. Stärkere Schäden erlitt das Leitungsnetz: Zwei 60-kV-Umspannwerke wurden völlig zerstört, bei einem Luftangriff auf Hannover wurde die Versorgung der Stadt vom Hauptumspannwerk Lehrte aus unterbrochen.

### 1945 bis 1985

#### Nachkriegszeit und Wiederaufbau
Die Aufteilung Deutschlands in vier Besatzungszonen nach Ende des Zweiten Weltkriegs wirkte sich auf das operative Geschäft der Preußenelektra aus. So lagen die Versorgungsgebiete des Westpreußischen Überlandwerks und der Ostpreußenwerk AG, an denen die Preußenelektra Beteiligungen hielt, im nun polnisch bzw. sowjetisch verwalteten Gebiet. Ihr Besitz wurde beschlagnahmt. Die Beteiligung am Thüringenwerk ging verloren, nachdem das Unternehmen in der sowjetischen Zone zum volkseigenen Betrieb erklärt wurde. Die Anteile an der Thüringer Gasgesellschaft konnten in Teilen behalten werden, da es über Besitz in Westdeutschland verfügte. Im Zuge dessen verlegte diese ihren Hauptsitz nach Köln. Auch die Preußenelektra verlegte ihren Verwaltungssitz und zog 1947 nach Hannover.
Die bereits durch die Gleichschaltung der Länder während der NS-Zeit erfolgte Auflösung des Staates Preußen wurde im Kontrollratsgesetz Nr. 46 bekräftigt. Noch vor Gründung der Bundesrepublik Deutschland am 23. Mai 1949 wurden die vormaligen Provinzen als Länder wiederhergestellt, es kam zu mehreren Länderfusionen. Nach der Wiedererlangung der Staatlichkeit wurde die VEBA und mit ihr die Preußenelektra Eigentum des Bundes.
Die unmittelbare Nachkriegszeit war vom schrittweisen Wiederaufbau von Kraftwerken geprägt. 1952 betrieb die Preußenelektra 13 Wasserkraftwerke und fünf Dampfkraftwerke. Folglich steigerte sich auch der Energieabsatz: 1946 betrug dieser noch 2,4 Milliarden kWh, bis 1955 wurden 5,8 Milliarden kWh erreicht.
Im Herbst 1946 übernahm die Preußenelektra das kurz vor Kriegsende betriebsbereite Kraftwerk Rhumspringe von den Schickert-Werken und hielt auf Veranlassung der britischen Militärregierung die Anlage zunächst im Probebetrieb. Ab Frühjahr 1949 lief das Kraftwerk dann im regulären Betrieb und speiste ins 110-kV-Netz ein. 1950 und 1951 folgte eine Erweiterung des Standorts um drei Kessel auf 73,5 MW Nennleistung.
Mit dem Bau des Kraftwerks Lahde wurde 1941 zusammen mit der AEG begonnen, nachdem der Beschluss zum Bau zwei Jahre zuvor getroffen wurde. Auch hier verhinderte der Zweite Weltkrieg die endgültige Fertigstellung des Werk, zumal für die Anlieferung der Kohle ein 1,8 km langer Schifffahrtskanal errichtet werden musste, der auch das Kühlwasser rückleitete. Anders als in Rhumspringe wurden die Bauarbeiten in Lahde erst nach der Währungsreform 1948 wieder aufgenommen. Die erste Turbine wurde Ende Dezember 1950 in Betrieb genommen – es gilt somit als erstes Kraftwerk in Deutschland, das nach dem Zweiten Weltkrieg neu ans Netz ging. die volle Leistung von 120 MW wurde erstmals am 7. Mai 1951 erreicht. Die erzeuge elektrische Energie wurde über eine 110-kV-Leitung ins nahegelegene Umspannwerk Bierde eingespeist, das auch ans 220-kV-Netz angebunden war. Zum 1. Januar 1953 bekam es zu Ehren des im Jahr zuvor verstorbenen Gründungsvorstands Wilhelm Heyden den Namen Kraftwerk Heyden.
Das Kraftwerk Wölfersheim wurde durch einen Neubau ersetzt, der 1954 in Betrieb ging. Grund war, dass die im alten Werk erzeugten Schwelprodukte aufgrund der Abriegelung der sowjetischen Zone bzw. späteren DDR nicht mehr an ihren Hauptabnehmer, den Leunawerken bei Merseburg, abgesetzt werden konnten. Der ersten zwei Blöcke mit je 27 MW wurden 1962 um einen weiteren 58-MW-Block erweitert, sodass eine Gesamtleistung von 124 MW zur Verfügung stand.

#### Neue Kraftwerke
Bei Landesbergen errichtete das Unternehmen 1962 den ersten Block eines Erdgaskraftwerks, das 1963 und 1973 um zwei weitere Blöcke erweitert wurde. Nachdem das Steinkohlekraftwerk Ahlem schon in den 1950er Jahren stillgelegt wurde, ging 1965 in Mehrum östlich von Hannover ein neues Kraftwerk in Betrieb, das zunächst mit Erdgas und Schweröl befeuert wurde. 1979 folgte der Umbau in ein Steinkohlekraftwerk. Nach zweijähriger Bauzeit gingen ebenfalls 1965 die ersten beiden Blöcke des Kraftwerks Staudinger am Main bei Großkrotzenburg in Betrieb. Es wurde nach dem ersten Aufsichtsratsvorsitzenden der Preußischen Elektrizäts AG, Hans Staudinger, benannt. Drei weitere mit Steinkohle befeuerte Blöcke gingen bis 1992 ans Netz.
Der Einstieg in die Atomkraft wurde seitens der Preußenelektra seit 1962 forciert, nachdem Ende 1960 das Kernkraftwerk Kahl als erster deutscher Versuchsreaktor Strom erzeugte. Das erste Kernkraftwerk des Unternehmens sowie das erste kommerziell genutzte Kernkraftwerk in Deutschland überhaupt entstand von 1968 bis 1971 am Dreiländereck Hessen, Niedersachsen und Nordrhein-Westfalen im Würgassen, seit 1970 Ortsteil von Beverungen. Aufgrund von Materialproblemen beim Bau und der als unwirtschaftlich gesehenen Sanierung ging das Kernkraftwerk Würgassen zum Jahresende 1994 vom Netz. Ein zweites Kernkraftwerk wurde Anfang der 1970er Jahre durch das von Preußenelektra und der Gemeinschaftskraftwerk Weser GmbH (Zusammenschluss mehrerer lokaler Energieversorger) gegründete Unternehmen Gemeinschaftskraftwerk Grohnde GmbH projektiert. Der 1976 begonnene Bau des Kernkraftwerks Grohnde wurde von teilweise gewalttätigen Protesten begleitet. Schließlich ging das Kraftwerk Anfang 1985 in den Normalbetrieb.

#### Das Leitungsnetz wächst
Neben Kraftwerken wurde auch das Leitungsnetz erweitert: Bedingt durch die Teilung Deutschlands konnte der Verbundbetrieb auf den realisierten Strecken der Reichssammelschiene nicht mehr aufrechterhalten werden, weshalb es zum ersten größeren Leitungsneubau nach dem Krieg kam: Im Frühjahr 1951 ging die Leitung Borken–Aschaffenburg in Betrieb, die zusammen mit den kurz zuvor fertiggestellten Leitungen Aschaffenburg–Kelsterbach und Aschaffenburg–Ludersheim das verbliebene westdeutsche 220-kV-System der Elektrowerke mit dem Übertragungsnetz des RWE und der Preußenelektra verband. In den folgenden Jahren wurde das 220-kV-Netz um weitere Leitungen ergänzt: Gütersloh–Bierde (1954, Anschluss an die VEW), Waldeck–Paderborn (1956, Anschluss an RWE und VEW), Bierde–Sottrum (1958, Anschluss an die NWK), Lehrte–Landesbergen (1962), Staudinger–Frankfurt am Main/Nord (1963), Frankfurt am Main/Nord–Gießen–Borken (1965), Würgassen–Sandershausen (1969), Frankfurt am Main/Nord – Frankfurt am Main/Südwest (1977, bereits für 380 kV ausgelegt) und Hallendorf–Gleidingen–Wahle (1979).
Mitte der 1960er Jahre begann man mit dem Aufbau eines 380-kV-Höchstspannungsnetzes. Zunächst entstand eine Leitung von Landesbergen über Würgassen und Gießen nach Großkrotzenburg, um die in den Kraftwerken Landesbergen, Würgassen und Staudinger erzeugten Energiemengen in Nord-Süd-Richtung verteilen zu können. Von Gießen aus entstand eine Kopplung mit dem RWE-Netz, ehe Mitte der 1970er Jahre ein weiterer Ausbau des 380-kV-Netzes folgte: Die Schaltanlage am Umspannwerk Borken entwickelte sich zu einem zentralen Verteilungspunkt im Netz, es entstanden von hier aus Leitungen zu den VEW nach Hamm sowie nach Dipperz. Von Großkrotzenburg aus wurde 1973 das Bayernwerk angebunden, über die Leitung Landesbergen–Dollern hinaus errichteten die NWK ein Höchstspannungsnetz bis nach Dänemark. Der Bau des Kernkraftwerks Grohnde Anfang der 1980er Jahre ging einher mit dem Bau der Leitungen Grohnde–Wahle–Helmstedt und Wahle–Stadorf–Krümmel.

## Die PreussenElektra (1985–2000)

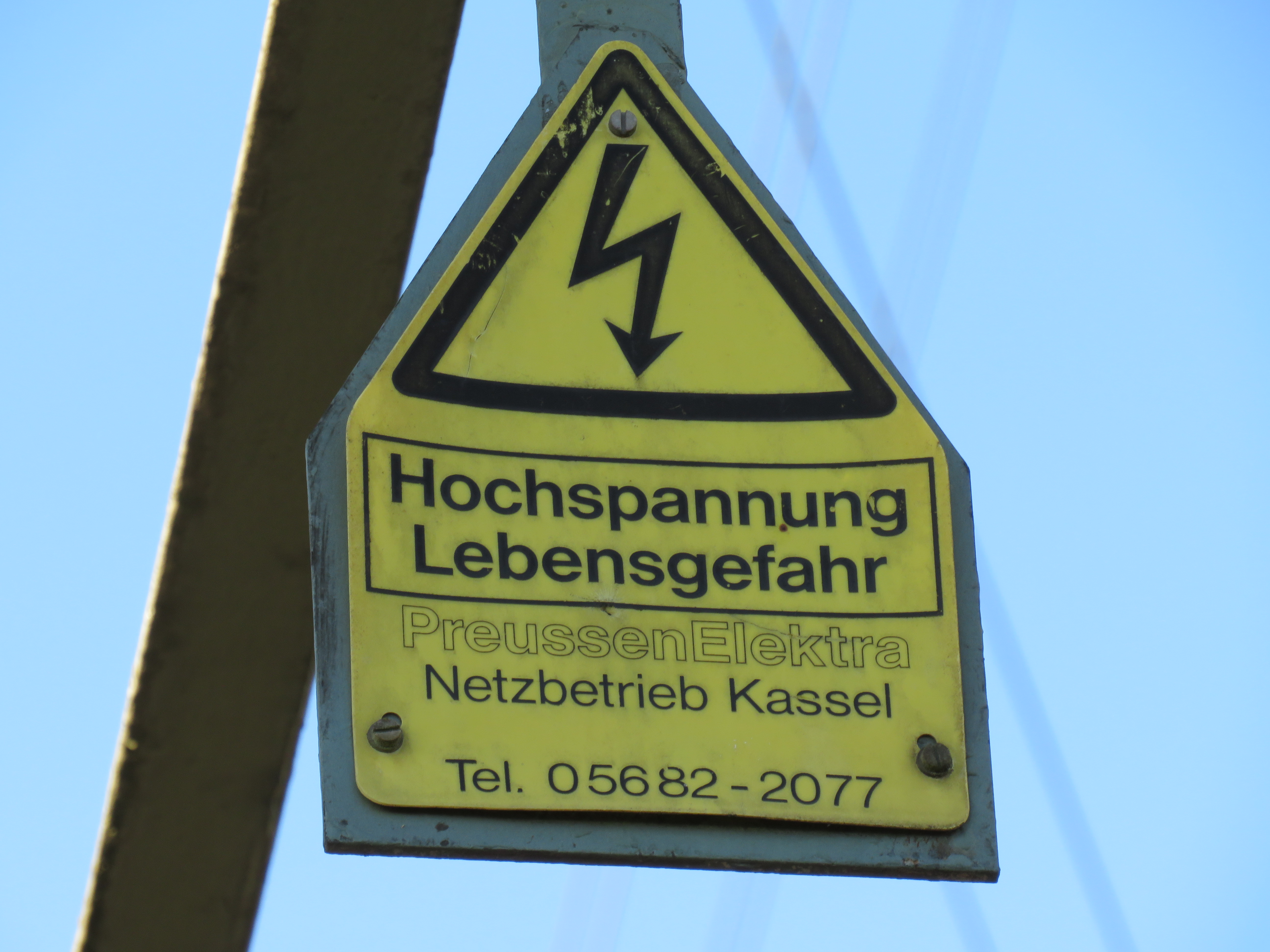
Noch 2018 angebrachtes Schild mit der Aufschrift „PreussenElektra, Netzbetrieb Kassel“ an einem 220-kV-Freileitungsmasten in Maintal-Dörnigheim

### Fusion mit den Nordwestdeutschen Kraftwerken
Im Jahr 1985 verschmilzt die Tochtergesellschaft Nordwestdeutsche Kraftwerke AG (NWK) endgültig mit der Preußenelektra. Dies geschah im Hinblick auf die schrittweise Umstrukturierung der Dachgesellschaft VEBA von einem Staatsunternehmen in eine privatwirtschaftliche Aktiengesellschaft. Obwohl sich beide Unternehmen seit den 1920er Jahren im Besitz des preußischen Staates befanden und die NWK später eine hundertprozentige Tochterfirma der Preußenelektra wurde, bildete sie formal noch ein eigenständiges Unternehmen mit eigenem Netzgebiet, Kraftwerken und Hoch- bzw. Höchstspannungsleitungen. Dieses erstreckte sich über das nördliche und westliche Niedersachsen, Bremen und Schleswig-Holstein. Im Zuge dessen änderte sich die offizielle Schreibweise des Unternehmens in PreussenElektra AG. Zwei Jahre nach der Fusion war die Privatisierung der VEBA abgeschlossen.
Die PreussenElektra verfügte nun über ein Versorgungsgebiet von der dänischen Grenze bis Frankfurt am Main und zahlreiche Kraftwerksstandorte, insbesondere die Kernkraft wurde zum wichtigen Stützpfeiler, der zeitweise über 60 % der Erzeugung ausmachte. Neben den beiden Standorten Würgassen und Grohnde kam die PreussenElektra auch in den Besitz der Kernkraftwerke Stade, Brokdorf und Unterweser. Alle Kernkraftwerke zusammen produzierten im Jahr 1990 insgesamt 7.182 MW elektrische Energie.
Neben dem Ausbau der Kraftwerke kam es auch zur Erweiterung des Leitungsnetzes: Eine zweite Nord-Süd-Verbindung und ein erster Maschenschluss entstand bis Ende der 1980er Jahre zwischen Landesbergen, Ovenstädt, Bielefeld, Paderborn und Twistetal, über diese wurde die elektrische Energie aus dem 1987 neu gebauten Block des Kraftwerks Heyden eingespeist. Noch kurz vor Ende der DDR baute die Preußenelektra eine Leitung nach Wolmirstedt, um das DDR-Netz über eine HGÜ-Kurzkupplung zu beliefern. Im Endzustand wäre das im Inselbetrieb versorgte West-Berlin an diese Leitung angeschlossen worden. 1991 wurde Frankfurt am Main erstmals auf der 380-kV-Ebene versorgt, als in Karben ein neues Umspannwerk gebaut und ein Abschnitt der zum Umspannwerk Frankfurt-Südwest führenden Leitung durch eine neue 380-kV-Zuführung ersetzt wurde. Mit Fertigstellung der Leitung Dipperz–Großkrotzenburg im Jahr 1992 entstand ein zweiter Maschenschluss im südlichen Teil des Netzes.
Im Zuge der Wiedervereinigung beteiligte sich die PreussenElektra zusammen mit RWE und Bayernwerk, den drei größten westdeutschen Energieversorgern, an den Kraftwerken und dem Verbundnetz der fünf neuen Bundesländer. Im „Stromvertrag“ mit der letzten DDR-Regierung vom 22. August 1990 wurde die Verbundnetz Elektroenergie AG, Berlin, als Unternehmen der Treuhandanstalt gegründet. Im Februar 1991 wurde diese mit der Vereinigten Kraftwerks AG, Peitz, zur Vereinigte Energiewerke AG zusammengefasst, an der die drei Energieversorgungsunternehmen ab 1994 75 % der Anteile hielten. Hiervon fielen 35 % auf PreussenElektra und RWE, 30 % auf das Bayernwerk.
1994 waren rund 26.000 Mitarbeiter im PreussenElektra-Konzern beschäftigt, darunter 6700 Mitarbeiter bei der PreußenElektra AG. 1999 lieferte die PreussenElektra 110,3 Milliarden Kilowattstunden an ihre Kunden.

### Ende des Unternehmens und Fusion zur E.ON
Mit Eintragung ins Handelsregister am 13. Juli 2000 fusionierten die beiden Mischkonzerne VEBA und VIAG zur E.ON Energie AG. Sitz des neuen Unternehmens wurde München. In der Fusion erhoffte man sich, im globalisierten und liberalisierten Strommarkt eine herausragendere Position zu erlangen – so bildete die E.ON den nach Enel (Italien) und Électricité de France (Frankreich) drittgrößten Energiekonzern in Europa.
Der noch im Januar 2000 von der PreussenElektra übernommene Electriciteitsbedrijf Zuid-Holland (EZH), damals viertgrößtes Energieversorgungsunternehmen der Niederlande, wurde im Laufe desselben Jahres in die E.ON Benelux n.v. als E.ON Benelux Generation eingegliedert. Dieses Unternehmen wurde bereits 1941 in Voorburg als Betreibergesellschaft für Hochspannungsversorgung in der Provinz Zuid-Holland gegründet und errichtete 1947 ihr erstes Kraftwerk auf der Maasvlakte in Rotterdam. Dieses Kraftwerk wurde 1985 um ein Kohlekraftwerk erweitert. In den folgenden Jahren war der EZH an der Übernahme von Energieversorgungsunternehmen in den Niederlanden beteiligt.
Das Kraftwerks- und Leitungsnetz der PreussenElektra (als Teil der VEBA) wurde im September 2000 mit dem des Bayernwerks (seit 1994 Teil der VIAG) zur Tochtergesellschaft E.ON Netz GmbH zusammengelegt. Die Gesellschaft mit Sitz in Bayreuth übernahm die Betriebsführung des vormaligen PreussenElektra- und Bayernwerk-Netzes mit einer Gesamtlänge von etwa 35.000 km. Dadurch stieg die ausgelieferte Strommenge auf rund 200 Milliarden kWh.
Die E.ON Avacon AG mit Sitz in Helmstedt umfasste das 60- und 110-kV-Leitungsnetz der ehemaligen Unternehmen Hannover-Braunschweigische Stromversorgungs AG, Überland-Zentrale Helmstedt AG und Energieversorgung Magdeburg AG. Diese fusionierten 1999 mit der Ferngas Salzgitter GmbH und der Landesgas Niedersachsen AG zur Avacon AG. Die PreussenElektra war mit einem Anteil von 64,6 % beteiligt, die restlichen Anteile hielten kommunale Aktionäre. 2013 wurde das Unternehmen, das seit 1. Juli 2005 unter der E.ON-dachmarke firmierte, wieder in Avacon rückbenannt.
Der Betrieb der Kraftwerke den beiden ehemaligen Energieversorgungsunternehmen wurde ebenfalls durch mehrere E.ON-Töchter übernommen, dies sind die E.ON Kraftwerke GmbH (konventionelle Kraftwerke) und E.ON Kernkraft GmbH in Hannover sowie die E.ON Wasserkraft GmbH in Landshut. Mit Umbenennung der E.ON Kernkraft GmbH in Preussenelektra GmbH zum 1. Juli 2016 ist der traditionsreiche Name im Energiesektor als Betreiber der verbliebenen Kernkraftwerke des E.ON-Konzerns wieder vertreten. Dies geschah, um die bei der Abspaltung der Uniper bei E.ON verbliebenen Kernkraftaktivitäten von den „sauberen“ und unter der Marke E.ON betriebenen Geschäftsfeldern Erneuerbare Energien, Vertrieb und Netze abzugrenzen.